# (2758) Cordélia
Pour les articles homonymes, voir Cordelia.
(2758) Cordélia (désignation internationale (2758) Cordelia ; désignation provisoire 1978 RF) est un astéroïde de la ceinture principale découvert le 1er septembre 1978 par Nikolaï Tchernykh à l'observatoire d'astrophysique de Crimée.
Il porte le nom de la plus jeune fille du Roi Lear dans la tragédie du même nom de William Shakespeare.